# Astragalus albicaulis
Astragalus albicaulis är en ärtväxtart som beskrevs av Dc. Astragalus albicaulis ingår i släktet vedlar, och familjen ärtväxter. Inga underarter finns listade i Catalogue of Life.